# Léa Bosco
Léa Bosco ist eine französische Schauspielerin. Sie spielte in zahlreichen französischen Fernsehserien. In Deutschland wurde sie vor allem durch die Rolle der Gerda in dem Spielfilm Buddenbrooks aus dem Jahr 2008 bekannt.

## Filmografie
- 1997: Alliance cherche doigt – Regie: Jean-Pierre Mocky
- 1998: St. Tropez (Fernsehserie)
- 1999: Der Kurier des Zaren (Michele Strogoff – il corriere dello zar, Fernsehfilm)
- 1999: Tristan und Isolde – Eine Liebe für die Ewigkeit (Il cuore e la spada, Fernsehfilm)
- 2002: Kommissar Navarro (Navarro, Fernsehserie, 1 Folge)
- 2003: Die Bestie der alten Berge (La Bête du Gévaudan, Fernsehfilm)
- 2006: Homicides (Fernsehserie)
- 2007: L’Hôpital (Fernsehserie)
- 2007: Tropiques amers (Fernsehserie)
- 2008: Les insoumis
- 2008: La Mort dans l’île (Fernsehfilm)
- 2008: Buddenbrooks – Regie: Heinrich Breloer
- 2012: Crime Scene Riviera (Section de recherches, Fernsehserie)
- 2012: Jeu de dames (Fernsehserie)
- 2013: Anna Karénina